# Třída Al Riffa
Třída Al Riffa je třída rychlých hlídkových člunů bahrajnského královského námořnictva. Jedná se o plavidla typové řady FPB 38 německé loděnice Lürssen (číslo označuje délku trupu). Celkem byly postaveny dvě jednotky této třídy. Ve službě jsou od roku 1981.

## Stavba
Německá loděnice Lürssen ve Vegesacku postavila celkem dvě jednotky této třídy, pojmenované Al Riffa (10) a Hawar (11). Do služby byly zařazeny v letech 1981–1982.

## Konstrukce
Plavidla jsou vyzbrojena dvěma 40mm kanóny kompletu DARDO a dvěma spouštěči min a hlubinných pum. Pohonný systém tvoří dva diesely o výkonu 3740 kW, pohánějící dva lodní šrouby. Nejvyšší rychlost dosahuje 34 uzlů.